# Sveta Hrvatska
Sveta Hrvatska : povijesna kronika knjiga je hrvatskog katoličkog književnika Petra Grgeca.

## Povijest
Knjiga je objavljena 1938. godine u Požegi. Pretisak je objavljen u Zagrebu 1989. godine, u nakladi Hrvatskog književnog društva sv. Jeronima.

## Sadržaj
Knjiga kroz niz Grgecovih biografskih i tematskih tekstova donosi pregled hrvatske katoličke baštine:
- Izjava
- Hrvati primaju kršćanstvo
- Hrvati i Romani
- Pioniri kršćanske Evrope
- Prvi odgojitelji svete Hrvatske
- Prva borba Hrvata za vjeru
- Branimir obnavlja sveti zavjet Hrvatske
- Blagoslov pape Ivana Osmoga
- Predstavnici svete Hrvatske u doba narodnih kraljeva
- Pokornik Martin dolazi u Hrvatsku
- Posljednja gozba kraljice Jelene
- Hrvatska neovisnost i duhovni poredak
- Žalost i utjeha majke Hrvatske
- Druga borba Hrvata za vjeru
- Sveti Franjo u Hrvatskoj
- Novi predstavnici duhovnoga napretka
- Blaženi Augustin Kažotić
- Blaženi Nikola Tavilić
- Blaženi Gracija
- Treća borba Hrvata za vjeru
- Fra Anđeo Zvijezdović
- Otac Matej Bošnjak
- Prvo rasulo hrvatskoga kraljevstva
- Razaranje župa i biskupija
- Župnici mučenici
- Narod bjegunaca, sužnjeva i mučenika
- Najčvršći bedem kršćanstva
- Marko Marulić
- Blažena Ozana Kotorska
- Katarina Kosićeva sluša glas Isusov
- Pustinjaci sv. Pavla
- Remetski mučenici
- Četvrta borba Hrvata za vjeru
- Mučeništvo bl. Marka Križevčanina
- Isusovački misionari
- Pogled u duhovni život Dubrovnika
- Indijski apostol Nikola Ratkaj
- Djevica Majke Božje Olovske
- Zagrebački biskup Martin Borković
- Nova opasnost za opstanak Hrvatske
- Apostol jedinstva Pavao Zorčić
- Molitva Pavla Zorčića
- Marijino kraljevstvo
- Hrvatski se pavlini bore za samostalnost
- Hrvatski prosvjetiteljski programi
- Josip Drugi i sveta Hrvatska
- Dva Filipovića
- Peta borba Hrvata za vjeru
- Petar Barbarić moli
- Lik biskupa Langa
- Najnovija obnova hrvatskoga zavjeta